# Westeinde (Zoeterwoude)
Pour les articles homonymes, voir Westeinde.
Westeinde est un hameau de la commune néerlandaise de Zoeterwoude, dans la province de la Hollande-Méridionale. En 2009, le village comptait environ 110 habitants.

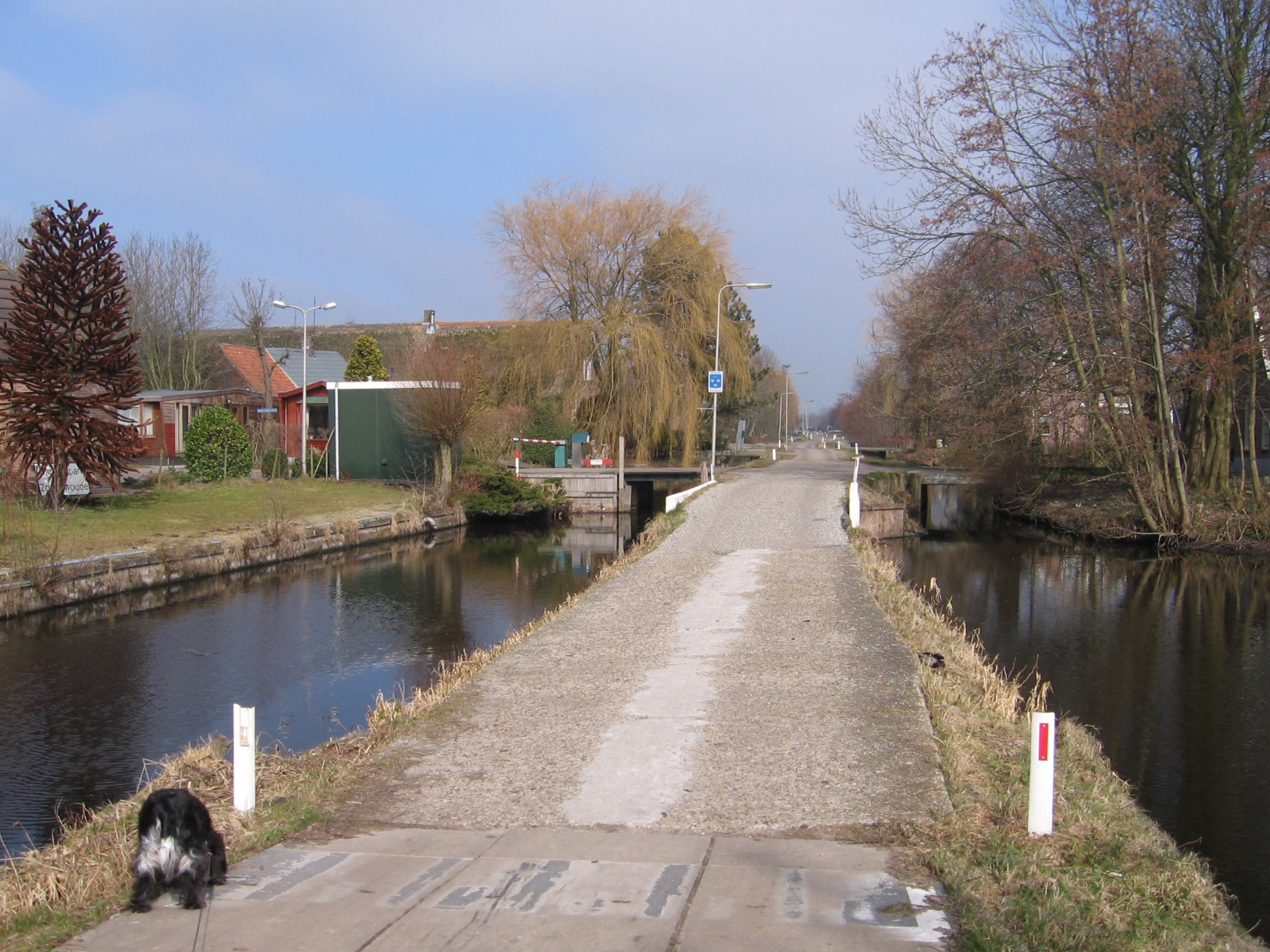
Traversée de Westeinde